# Kisrákos
Kisrákos là một thị trấn thuộc hạt Vas, Hungary. Thị trấn này có diện tích 11,06 km², dân số năm 2010 là 204 người, mật độ 18 người/km².